# Вилдернел Рајм (Вашингтон)
Вилдернел Рајм (енгл. Wilderness Rim) насељено је место без административног статуса у америчкој савезној држави Вашингтон.

## Демографија
По попису из 2010. године број становника је 1.523.
| Група             | 2000.    | 2010.         |
| Белци             | 0 (0,0%) | 1.412 (92,7%) |
| Афроамериканци    | 0 (0,0%) | 9 (0,6%)      |
| Азијати           | 0 (0,0%) | 12 (0,8%)     |
| Хиспаноамериканци | 0 (0,0%) | 51 (3,3%)     |
| Укупно            | 0        | 1.523         |